# Richie Ginther
Richie Ginther (Hollywood, Califòrnia, 5 d'agost de 1930 - 20 de setembre de 1989) fou un pilot nord-americà de Fórmula 1.
Va debutar el 29 de maig de 1960 al Gran Premi de Mònaco del 1960 conduint un Ferrari amb qui correria també l'any següent.
El 1962 va marxar cap a l'equip britànic BRM on corría també Graham Hill, amb qui compartiria el segon lloc final al campionat del món de 1963.
La seva reputació com excel·lent provador i per desenvolupar cotxes, va fer que Honda el convidés a formar part del seu equip, amb qui a l'últim Gran Premi del 1965 va aconseguir la seva única victòria a la Fórmula 1.
La seva última cursa fou a Mònaco l'any 1967. Va aconseguir un total de 107 punts al campionat del món.
Va morir d'un atac de cor quan estava de viatge amb la seva família a França a l'edat de 59 anys.

## Palmarès
- Millor classificació en un campionat del món : 2n (1963)
- Curses : 54
- Victòries : 1
- Podis : 14 (1 primer, 8 segons i 5 tercers)
- Voltes ràpides : 3